# ジョナサン・アルバラデホ
ジョナサン・アルバラデホ・サンタナ（Jonathan Albaladejo Santana , 1982年10月30日 ‐ ）は、プエルトリコのサンフアン出身の元プロ野球選手（投手）。右投右打。

## 経歴

### プロ入り前
2000年のドラフトでサンフランシスコ・ジャイアンツから34巡目（全体1021位）で指名されるが契約せず。

### パイレーツ傘下時代
2001年、MLBドラフト19巡目（全体564位）でピッツバーグ・パイレーツから指名され、6月6日に契約を結んだ。その後パイレーツのマイナー組織では先発を務めていた。
2005年にリリーフに転向した。
2007年4月25日にフリーエージェント(FA)となった。

### ナショナルズ時代

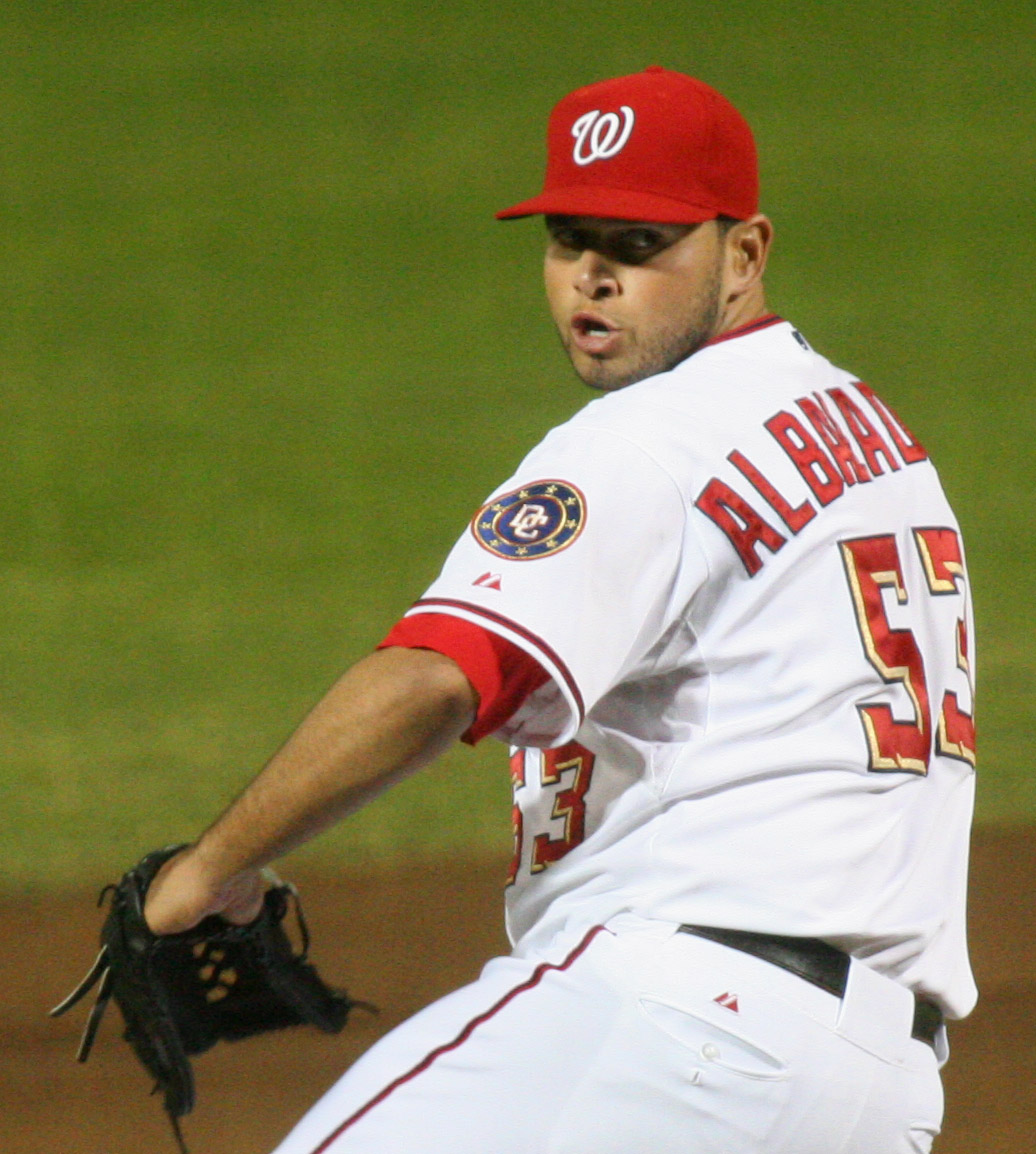
ワシントン・ナショナルズ時代
(2007年9月22日)

2007年5月3日にワシントン・ナショナルズとマイナー契約を結んだ。同年はほとんどをAA級ハリスバーグで過ごし21試合に登板して防御率4.17という成績だった。その後、AAA級に昇格すると14試合に登板して防御率0.78という成績を残し、9月のロースター拡大に伴ってメジャー初昇格を果たした。9月4日の対フロリダ・マーリンズ戦の3回表に先発のティム・レディングが打球によって負傷したために、急遽登板しこれがメジャーデビューとなった。一死で2走者を抱えた場面で登板し、打者2人をゴロ（この間に1失点）とポップフライに打ち取り、続く4回も打者1人を三振にしとめたところで降板した。

### ヤンキース時代
2007年12月4日にタイラー・クリッパードとのトレードでニューヨーク・ヤンキースへ移籍した。オフシーズンはベネズエラのウィンターリーグでプレー。
2008年はヤンキースの開幕ロースターに入ったものの、右肘痛の為に5月9日以降は登板できず、この年はわずか9試合の登板に終わった。
2009年も開幕ロースターに入り、32試合に登板。AAA級スクラントン・ウィルクスバリ・ヤンキースでは主にクローザーとして27試合に登板。防御率1.75、WHIP0.75、11セーブを挙げる。
2010年はAAA級スクラントン・ウィルクスバリでは前年に引き続きクローザーとして57試合に登板。防御率1.42、WHIP0.88、43セーブの活躍でプレーオフ進出に貢献した。しかし、メジャーでは10試合の登板に終わった。シーズン終了後、日本でプレーすることを希望し、これを受け入れたヤンキースは11月19日に契約を解除した。

### 巨人時代
2010年11月26日に読売ジャイアンツと契約を結んだことが発表された。背番号は監督の原辰徳の意向により、トム・シーバーがメッツ時代につけていた41番に決まった。翌春のキャンプでは抑えの候補として期待されたが、制球に不安があることを露呈した。
2011年は抑えの役割は山口鉄也が担ったものの開幕一軍入りを果たし、4月16日の広島東洋カープ戦で2点を追う場面で3番手として初登板。2回を無失点に抑えた。4月30日の横浜ベイスターズ戦では2番手として5回から登板し、2回を無失点に抑え来日初勝利を挙げた。
また5月15日の広島戦では1点勝ち越しの場面で抑えのレビ・ロメロが前日救援に失敗しており連投していたため4番手として9回に登板。1回を3人で抑え、来日初セーブを挙げた。最終的に46試合の登板で2勝2敗2セーブ、防御率2.45、WHIP1.21の成績を残した。12月2日に自由契約公示された。

### ダイヤモンドバックス時代
2011年12月13日にアリゾナ・ダイヤモンドバックスとマイナー契約を結んだ。
2012年4月23日にメジャー昇格したが、その後は再降格と再昇格を繰り返し、メジャーでは3試合の登板に終わった。AAA級リノでは49試合に登板し、5勝3敗25セーブ、防御率3.65、WHIP1.22の成績を残した。また、この年のパシフィックコーストリーグのオールスターゲームに選出された。オフの11月3日にFAとなった。

### マーリンズ傘下時代
2012年12月16日にマイアミ・マーリンズとマイナー契約を結んだ。
2013年はAAA級ニューオーリンズ・ゼファーズで57試合に登板し、4勝5敗4セーブ、防御率3.80、WHIP1.45の成績を残したが、メジャーでは登板できなかった。オフの11月5日にFAとなった。

### マーリンズ退団後
2014年2月13日に韓国の独立球団・高陽ワンダーズと契約を結んだ。オフにチームが解散したため、FAとなった。
2015年はメキシカンリーグのメキシコシティ・レッドデビルズでプレー。
2016年4月1日にレイノサ・ブロンコスと契約したが、4試合の登板で2失点を喫し、9日に自由契約となった。19日に独立リーグ・アトランティックリーグのブリッジポート・ブルーフィッシュと契約した。
2017年7月26日にニューヨーク・メッツとマイナー契約を結び、傘下のAAA級ラスベガス・フィフティワンズに配属された。
2018年2月28日にアトランティックリーグのランカスター・バーンストーマーズと契約。2019年限りで退団し現役を引退した。

### 現役引退後
2020年よりメキシカンリーグのティフアナ・ブルズの投手コーチ（ブルペン担当）に就任したが、新型コロナウイルスの感染拡大の影響でリーグは開催中止となった。
2020年8月に独立リーグであるエンパイアリーグのタッパーレイク・リバービッグスの監督に就任した。
2022年からはフロンティアリーグのエンパイアステート・グレイズ、2024年からは同リーグのレイクエリー・クラッシャーズで投手コーチを務める。

## 選手としての特徴
平均球速91mph（約146km/h）で最速96mph（約154km/h）を誇る2種類の速球（フォーシーム、ツーシームとカーブ、スライダー、チェンジアップを投げ分ける。スクラントンでは通算与四球率2.12と安定していたが、メジャーに昇格すると急激に四球が増える傾向にあった。マイナーではランナーがいない場面での被打率は3割を越えるものの、塁にランナーを置くと力を発揮し、特に得点圏での被打率は.158と抜群の強さを発揮していた。
体重は読売ジャイアンツの公式発表では「117kg」とされているが、実際には120kgを大きく超えている。本人曰くベスト体重は「122～124kg程度」だが、シーズンオフになると136kg程度まで太るため、シーズン前に減量が欠かせない。

## 詳細情報

### 年度別投手成績
| 年 度    | 球 団    | 登 板 | 先 発 | 完 投 | 完 封 | 無 四 球 | 勝 利 | 敗 戦 | セ 丨 ブ | ホ 丨 ル ド | 勝 率 | 打 者 | 投 球 回 | 被 安 打 | 被 本 塁 打 | 与 四 球 | 敬 遠 | 与 死 球 | 奪 三 振 | 暴 投 | ボ 丨 ク | 失 点 | 自 責 点 | 防 御 率 | W H I P |
| -------- | -------- | ----- | ----- | ----- | ----- | -------- | ----- | ----- | -------- | ----------- | ----- | ----- | -------- | -------- | ----------- | -------- | ----- | -------- | -------- | ----- | -------- | ----- | -------- | -------- | ------- |
| 2007     | WSH      | 14    | 0     | 0     | 0     | 0        | 1     | 1     | 0        | 2           | .500  | 51    | 14.1     | 7        | 1           | 2        | 0     | 1        | 12       | 0     | 0        | 3     | 3        | 1.88     | 0.63    |
| 2008     | NYY      | 7     | 0     | 0     | 0     | 0        | 0     | 1     | 0        | 1           | .000  | 58    | 13.2     | 15       | 1           | 6        | 0     | 0        | 13       | 0     | 0        | 6     | 6        | 3.95     | 1.54    |
| 2009     | NYY      | 32    | 0     | 0     | 0     | 0        | 5     | 1     | 0        | 1           | .833  | 158   | 34.1     | 41       | 6           | 16       | 2     | 3        | 21       | 0     | 0        | 23    | 20       | 5.24     | 1.66    |
| 2010     | NYY      | 10    | 0     | 0     | 0     | 0        | 0     | 0     | 0        | 0           | ----  | 50    | 11.1     | 9        | 1           | 8        | 1     | 2        | 8        | 0     | 0        | 5     | 5        | 3.97     | 1.50    |
| 2011     | 巨人     | 46    | 0     | 0     | 0     | 0        | 2     | 2     | 2        | 6           | .500  | 219   | 51.1     | 43       | 2           | 19       | 4     | 5        | 44       | 0     | 0        | 17    | 14       | 2.45     | 1.21    |
| 2012     | ARI      | 3     | 0     | 0     | 0     | 0        | 0     | 0     | 0        | 0           | ----  | 15    | 3.0      | 5        | 1           | 0        | 0     | 1        | 2        | 0     | 1        | 3     | 3        | 9.00     | 1.67    |
| MLB：5年 | MLB：5年 | 66    | 0     | 0     | 0     | 0        | 6     | 3     | 0        | 4           | .667  | 332   | 76.2     | 77       | 10          | 32       | 3     | 7        | 56       | 0     | 1        | 41    | 37       | 4.34     | 1.42    |
| NPB：1年 | NPB：1年 | 46    | 0     | 0     | 0     | 0        | 2     | 2     | 2        | 6           | .500  | 219   | 51.1     | 43       | 2           | 19       | 4     | 5        | 44       | 0     | 0        | 17    | 14       | 2.45     | 1.21    |

### 年度別守備成績
| 年 度 | 球 団 | 投手（P） | 投手（P） | 投手（P） | 投手（P） | 投手（P） | 投手（P） |
| 年 度 | 球 団 | 試 合     | 刺 殺     | 補 殺     | 失 策     | 併 殺     | 守 備 率  |
| ----- | ----- | --------- | --------- | --------- | --------- | --------- | --------- |
| 2007  | WSH   | 14        | 0         | 1         | 0         | 0         | 1.000     |
| 2008  | NYY   | 7         | 0         | 0         | 0         | 0         | ----      |
| 2009  | NYY   | 32        | 1         | 7         | 0         | 0         | 1.000     |
| 2010  | NYY   | 10        | 0         | 2         | 0         | 0         | 1.000     |
| 2011  | 読売  | 46        | 5         | 6         | 2         | 0         | .846      |
| 2012  | ARI   | 3         | 0         | 0         | 0         | 0         | ----      |
| MLB   | MLB   | 66        | 1         | 10        | 0         | 0         | 1.000     |
| NPB   | NPB   | 46        | 5         | 6         | 2         | 0         | .846      |

### 記録
NPB
- 初登板：2011年4月16日、対広島東洋カープ2回戦（MAZDA Zoom-Zoom スタジアム広島）、5回裏に3番手で救援登板、2回無失点
- 初奪三振：2011年4月26日、対東京ヤクルトスワローズ3回戦（草薙球場）、8回裏に相川亮二から空振り三振
- 初勝利：2011年4月30日、対横浜ベイスターズ2回戦（横浜スタジアム）、5回裏に2番手で救援登板、2回無失点
- 初ホールド：2011年5月7日、対中日ドラゴンズ2回戦（ナゴヤドーム）、6回裏に3番手で救援登板、2回無失点
- 初セーブ：2011年5月15日、対広島東洋カープ6回戦（MAZDA Zoom-Zoom スタジアム広島）、9回裏に4番手で救援登板・完了、1回無失点

### 背番号
- 53 （2007年）
- 63 （2008年 - 2010年）
- 41 （2011年）
- 53  (2012年)
- 43 （2014年）